# Ofensau

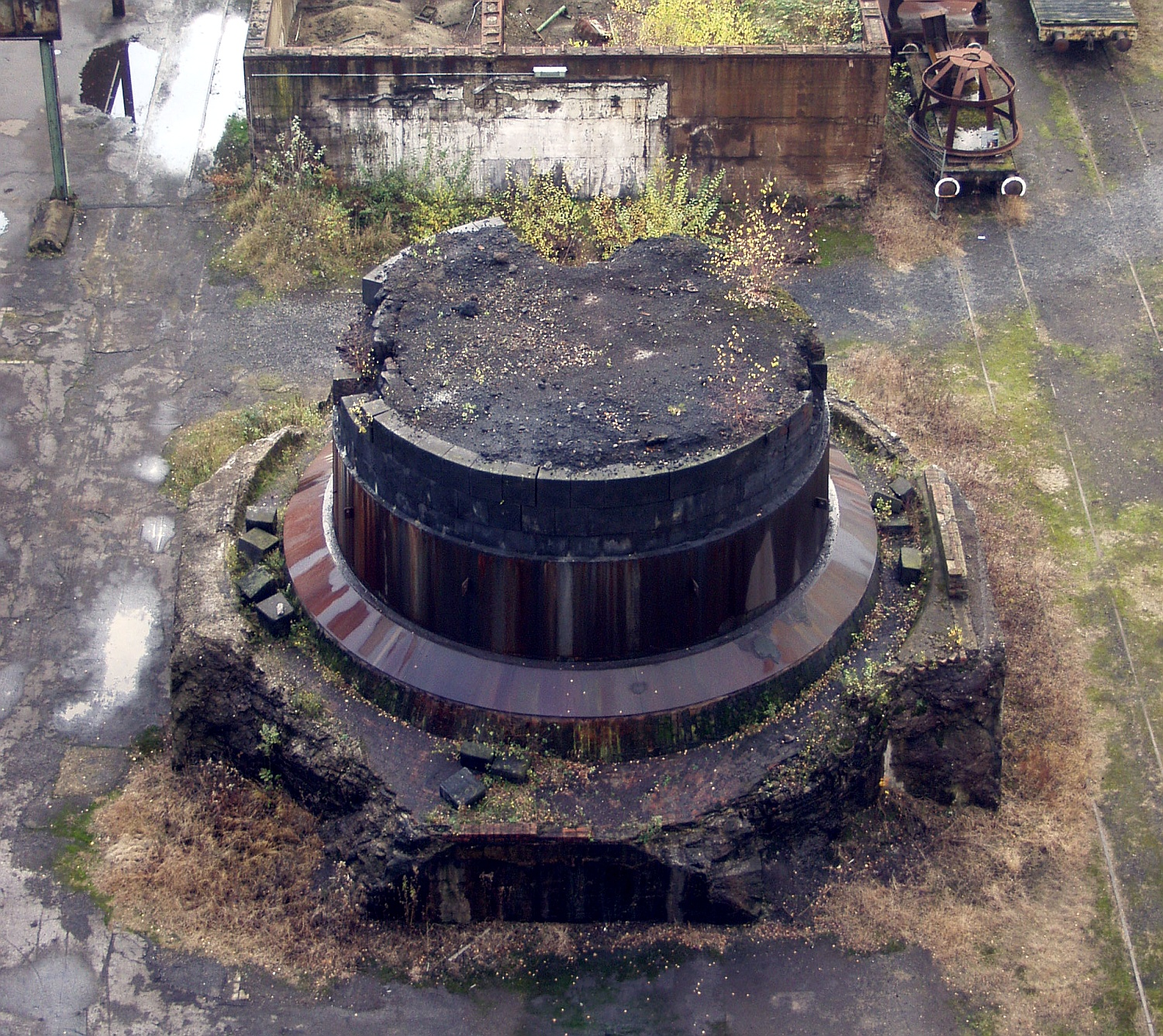
Ofensau auf der Henrichshütte Hattingen

Ofensau (auch Salamander, Eisensau, Bodensau, Bühnen, Härtlinge oder Wölfe) bezeichnet das sich während der Eisengewinnung unterhalb der Abstichöffnung eines Hochofens auf der Sohle ansammelnde Roheisen, das nicht normal abgestochen werden kann und beim Herunterfahren des Hochofens einen festen Block auf dem Fundament bilden würde. Deshalb wird es durch eine zusätzliche Abstichöffnung, die extra für diesen Zweck gebohrt wird, bis auf einen kleinen Rest abgelassen. Die Ofensau kann Anteile seltenerer Stoffe wie Titan oder Molybdän enthalten.
Falls das zusätzliche Stichloch zu hoch angesetzt wurde, bleibt ein beträchtlicher Teil der Sau im Ofen, der dann durch Sprengen entfernt wird.
Der Ausdruck Ofensau ist auch in der Nichteisenmetallurgie gebräuchlich. Als Ofensau wird hier jedoch die sich mittig im Schachtofen bildende, mitunter feste Eisen- bzw. sehr eisenreiche Phase bezeichnet. Diese entsteht, sofern sich aufgrund erhöhter Reaktionsrate durch übermäßigen Blaswindgebrauch die Ofentemperatur erhöht und der im Blaswind zugeführte Sauerstoff mit dem im Überschuss verwendeten Koks eine Reduktion des unter normalen Bedingungen in der Schlacke enthaltenen Eisenoxids ermöglicht. Ist die Temperatur hoch genug, um die Eisenphase flüssig zu halten, so kann sie mit der Schlacke abgeführt werden. Ist die Temperatur zu gering, können sich aufgrund der Geometrie des Schachtofens und der Anordnung sowie Blasrichtung der Winddüsen entlang der vertikalen Symmetrieachse länglich erstarrte Eisenphasen bilden. Diese werden in der Nichteisenmetallurgie als Ofensau bezeichnet.
Werden beispielsweise eisenreiche Bleierze in einem Bleischachtofen verwendet, so ist darauf zu achten, dass diese mit Quarz als Schlackenbildner in ausreichender Menge versetzt werden, um so die Gefahr der Reduktion des Eisenoxids zu verringern.
Auch der Betrieb eines vorindustriellen Rennofens konnte eine Ofensau hinterlassen.